# Lorejo
Lorejo is een bestuurslaag in het regentschap Blitar van de provincie Oost-Java, Indonesië. Lorejo telt 3004 inwoners (volkstelling 2010).